# رونالد ریوست

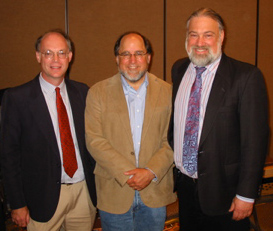
رونالد ریوست (وسط)

رونالد ریوست (به انگلیسی: Ron Rivest) (متولد: ۱۹۴۷ ایالات متحده) متخصص رمزنگاری است. وی از استادان رشته علوم رایانه دانشگاه ام‌آی‌تی و همچنین عضو لابراتوار علوم رایانه و هوش مصنوعی این دانشگاه است. وی یکی از مخترعان الگوریتم رمزنگاری آراس‌ای بوده و همچنین الگوریتم‌های دیگری چون آرسی۲، آر سی ۴ و آرسی۵ از اختراعات وی هستند. او همچنین در طراحی الگوریتم رمزنگاری آرسی۶ نیز همکاری کرده‌است. از دیگر دستاوردهای وی در حوزه رمزنگاری می‌توان به الگوریتم‌های رمزنگاری ام‌دی۲، ام‌دی۴، ام‌دی۵ و ام‌دی۶ اشاره کرد.
وی دارای مدرک کارشناسی در رشته ریاضیات از دانشگاه ییل و دکترای علوم رایانه از دانشگاه استنفورد است.